# Doubravy
Doubravy település Csehországban, a Zlíni járásban. Doubravy Zlámanec, Kelníky, Hřivínův Újezd, Velký Ořechov, Březůvky, Bohuslavice u Zlína és Březnice településekkel határos. Lakosainak száma 601 fő (2024. január 1.).

## Népesség
A település lakosságának változását az alábbi diagram mutatja:
| Lakosok száma | 416  | 430  | 465  | 476  | 475  | 450  | 554  | 578  | 583  | 601  |
|               | 1869 | 1890 | 1921 | 1950 | 1980 | 2001 | 2017 | 2019 | 2022 | 2024 |